# TTV
TTV — чистяковський міський комунальний телеканал. Був заснований в 1992 році. Телестудія знаходиться в будівлі Чистяковської міської ради. В перервах між ефірами TTV на його частоті у 2004-2014 роках мовив «Новий канал».
Після окупації м. Чистякового російсько-терористичними військами, з 2014 року телеканал працює на незаконну "адміністрацію" міста, висвітлює діяльність інших колаборантських органів "ДНР". 

## Час виходу в ефір
У 2013-2014 році канал мовив двічі на тиждень — в понеділок i у вівторок о 19:00 з телепрограмою: «Провінційні вісті», «Інформ вікно», «Р. І. Б.», «Привітання», а також «Музика» . Ефірний час у телеканалу змінювався багато разів за всю історію його існування і становить приблизно 2 години на тиждень.
Трансляція відбувається на 25 дцм. хвилі, а також по мережах кабельного телебачення ТРК Сіріус. 

## Власне виробництво телеканалу
- «Провінційні вісті» — програма новин для мешканців Чистякового.
- «Сніжнянський вісник» (існувала раніше) — програма новин для Сніжного.
- «Вітаю» — музична програма поздоровлень.
- «Інформ-вікно» — щотижнева програма, де висвітлюється окремий громадський захід.
- «РІБ» — рекламно-інформаційний блок.
- «ЧАТ» — телевізійний чат (існував раніше).